# Церковь Святой Терезы Авильской (Щучин)
Церковь Святой Терезы Авильской (бел. Касцёл Святой Тэрэзы Авільскай) — католический храм в городе Щучин, Гродненская область, Белоруссия. Относится к Щучинскому деканату Гродненского диоцеза. Памятник архитектуры в стиле классицизма.
Включён в Государственный список историко-культурных ценностей Республики Беларусь (код 412Г000714).

## История
Католическая община была создана в Щучине в 1436 году. В 1718 году в Щучине был основан монастырь ордена пиаристов (пиаров). Современное здание храма Святой Терезы было построено при этом монастыре. Строительство шло в 1826—1829 годах на средства князя Франциска-Ксаверия Друцкого-Любецкого.
После польского восстания 1830 года большинство католических монастырей на территории современной Белоруссии было закрыто, в том числе и монастырь пиаристов в Щучине. Церковь Св. Терезы стала исполнять роль приходского католического храма. В 1927 году, когда Щучин входил в состав Польши, монастырь и община пиаристов были восстановлены и функционировали до Второй мировой войны.
В 1954 году храм Св. Терезы был закрыт. В 1988 году возвращён Католической церкви, в 1989 году отреставрирован. Как и ранее при храме в настоящее время служат монахи-пиаристы.

## Архитектура
В плане храм представляет собой латинский крест, средокрестие которого расширено и переходит в восьмигранный барабан под куполом. В архитектуре храма преобладают черты классицизма. Главный фасад решён четырёхколонным портиком дорического ордера. В храме представлено довольно редкое сочетание монументальных форм и деревянных элементов (башенка над входом, фонарь купола).